# Alla andra får varann
Alla andra får varann är en sång som Östen Warnerbring och Inger Berggren vann den svenska Melodifestivalen 1960 med. Låten skrevs av Ulf Källqvist och Åke Gerhard.
I Eurovision Song Contest 1960 i Storbritannien framfördes bidraget av Siw Malmkvist. Anledningen var att man på Sveriges Radio-TV i den svenska finalen poängterat att det var låten som skulle deltaga och inte artisten. Trots att Siw Malmkvist inte hade deltagit i den nationella finalen, fick hon sjunga i London, eftersom hon hade blivit nekad detta året innan. Hon sjöng "Alla andra får varann", med Thore Ehrling som dirigent. Låten fick totalt fyra poäng och hamnade på delad tionde plats av tretton länder. Siw Malmkvist spelade aldrig in låten på skiva.
Östen Warnerbring och Inger Berggren spelade in låten som B-sida till Östen Warnerbrings singel "Vårens första flicka", utgiven 1960 på skivmärket Decca  samt Inger Berggrens "Underbar, så underbar" utgiven på skivmärket Knäppupp samma år , medan Mona Grain släppte låten som singel, också det 1960, på skivmärket Cupol . Östen Warnerbrings version sålde bäst, den tillbringade nästan två månader på branschtidningen Show Business' försäljningslista och nådde som bäst 14:e plats i april 1960.
Låten spelades 2008 in av Erika Hansson som B-sida till singeln "Med snabba vingslag" .